# Filip Kurto
Filip Kurto (Olsztyn, 14 juni 1991) is een Pools voetballer die als doelman speelt.

## Clubcarrière
Kurto debuteerde in 2008 bij Promień Opalenica in de Poolse III liga. In de winterstop van het seizoen 2008/2009 verkaste hij naar Wisła Kraków. Veel verder dan wedstrijden in het beloftenelftal kwam de doelman niet. Daarop besloot hij in juni 2012 voor twee seizoenen te tekenen bij Roda JC Kerkrade. De Poolse jeugdinternational kreeg direct een basisplaats bij de club uit Limburg. Met Roda JC degradeerde Kurto op zaterdag 3 mei 2014 naar de Eerste divisie.
Kurto tekende voorafgaand aan het seizoen 2014/15 een contract voor één seizoen bij promovendus FC Dordrecht. In de eerste competitieronde mocht hij starten tegen sc Heerenveen. In de veertiende minuut werd hij gepasseerd door Hakim Ziyech (1–0), maar door doelpunten van Giovanni Korte en Joris van Overeem sloot Dordrecht zijn eerste duel in de Eredivisie af met een 1–2 overwinning. Kurto degradeerde met Dordrecht in het seizoen 2014/15 uit de Eredivisie. In juni 2015 tekende hij een contract voor twee seizoenen bij SBV Excelsior. Hij liep bij zijn nieuwe werkgever een lichte hersenschudding op toen hij op zondag 27 september 2015 tegen de paal botste in de uitwedstrijd tegen ADO Den Haag (3-3).
Hij tekende in juli 2017 een eenjarig contract bij Roda JC Kerkrade, dat hem transfervrij overnam van Excelsior. In zijn verbintenis werd een optie voor nog een seizoen opgenomen. Met Roda JC, waarvoor hij niet in actie kwam, degradeerde hij uit de Eredivisie waarna hij de club verliet. Hij vervolgde zijn loopbaan in de Australische A-League bij de Nieuw-Zeelandse club Wellington Phoenix. In oktober 2021 sloot hij aan bij het Australische Macarthur FC.

## Clubstatistieken
| Seizoen         | Club               | Competitie      | Wedstrijden | Goals | Clean sheets |
| --------------- | ------------------ | --------------- | ----------- | ----- | ------------ |
| 2010/11         | Wisła Kraków       | Ekstraklasa     | 0           | 0     | 0            |
| 2011/12         | Wisła Kraków       | Ekstraklasa     | 2           | 0     | 1            |
| 2012/13         | Roda JC Kerkrade   | Eredivisie      | 31          | 0     | 7            |
| 2013/14         | Roda JC Kerkrade   | Eredivisie      | 34          | 0     | 5            |
| 2014/15         | FC Dordrecht       | Eredivisie      | 32          | 0     | 4            |
| 2015/16         | Excelsior          | Eredivisie      | 11          | 0     | 3            |
| 2016/17         | Excelsior          | Eredivisie      | 0           | 0     | 0            |
| 2017/18         | Roda JC            | Eredivisie      | 0           | 0     | 0            |
| 2018/19         | Wellington Phoenix | A-League        | 25          | 0     | 5            |
| 2019/20         | Western United FC  | A-League        | 28          | 0     | 7            |
| 2020/21         | Western United FC  | A-League        | 8           | 0     | 3            |
| Carrière totaal | Carrière totaal    | Carrière totaal | 171         | 0     | 35           |